# Jerzy Sienkiewicz (satyryk)
Jerzy Sienkiewicz (ur. 6 stycznia 1925 w Krakowie, zm. 3 marca 1992 w Rzeszowie) – polski satyryk, rysownik, wieloletni współpracownik gazety „Nowiny”, wydawanej w województwie rzeszowskim.
Autor rysunkowych komentarzy ośmieszających realia biurokracji i szarej rzeczywistości lat komunizmu, gierkowskiego socjalizmu i późniejszych epok stanu wojennego i przełomów lat 90., zwykle z perspektywy tzw. prostaczka – człowieka zagubionego, lecz walczącego o normalność, przejawiającą się jednak zwykle w mentalności Kalego.
Twórca satyrycznej postaci Jacusia Rzeszowiaczka, który z właściwym sobie chłopskim rozumem i prostotą pakował się w najrozmaitsze sytuacje i zwykle wychodził z nich cało – dzięki przyrodzonemu sprytowi, nie zawsze zgodnemu z poczuciem sprawiedliwości – i zawsze z humorem.